# Лигамент
Лигамент или веза је влакнасто везивно ткиво које повезује кости са другим костима. Такође је познат као зглобни лигамент, зглобна ларуа, фиброзни лигамент или прави лигамент. Остали лигаменти у телу су следећи:
- Перитонеални лигамент: набор перитонеума или других мембрана.
- Фетални остатак лигамента: остаци феталне тубуларне структуре.
- Пародонтални лигамент: група влакана која везују цемент зуба за околну алвеоларну кост.

Лигаменти су слични тетивама и фасцијама јер су сви направљени од везивног ткива. Разлике међу њима су у везама које праве: лигаменти повезују једну кост са другом кости, тетиве повезују мишић са кости, а фасције повезују мишиће са другим мишићима. Сви се они налазе у скелетном систему људског тела. Лигаменти се обично не могу природно регенерисати; међутим, постоје матичне ћелије пародонталног лигамента које се налазе у близини пародонталног лигамента које су укључене у регенерацију лигамента пародонтолога код одраслих.
Наука о проучавању лигамената је позната као десмологија.

## Зглобни лигаменти
Лигамент се најчешће односи на траку густих правилних снопова везивног ткива направљених од колагених влакана, са сноповима заштићеним густим неправилним везивним омотачима. Лигаменти повезују кости са другим костима да би формирали зглобове, док тетиве повезују кост са мишићима. Неки лигаменти ограничавају покретљивост артикулација или у потпуности спречавају одређене покрете.
Капсуларни лигаменти су део зглобне капсуле која окружује синовијалне зглобове. Делују као механичка ојачања. Екстракапсуларни лигаменти се спајају у хармонији са осталим лигаментима и обезбеђују стабилност зглоба. Интракапсуларни лигаменти, који су много ређи, такође обезбеђује стабилност, али дозвољава далеко већи опсег покрета. Укрштени лигаменти су упарени лигаменти у облику крста.
Лигаменти су вискоеластични. Постепено се напрежу када су под напоном и враћају се у првобитни облик када се напетост уклони. Међутим, они не могу да задрже свој првобитни облик када се продуже преко одређене тачке или током дужег временског периода. Ово је један од разлога зашто се ишчашени зглобови морају поставити што је брже могуће: ако се лигаменти превише издуже, зглоб ће бити ослабљен, постајући склон будућим дислокацијама. Спортисти, гимнастичари, плесачи и борилачки уметници изводе вежбе истезања како би продужили своје лигаменте, чинећи зглобове податнијим.
Термин хипермобилност се односи на особину људи са еластичнијим лигаментима, дозвољавајући њиховим зглобовима да се истежу и даље савијају; ово се понекад и даље назива двоструким зглобом.
Последица сломљеног лигамента може бити нестабилност зглоба. Није потребна операција свим сломљеним лигаментима, али, ако је потребна операција за стабилизацију зглоба, сломљени лигамент се може поправити. Ожиљак то може спречити. Ако није могуће поправити сломљени лигамент, друге процедуре као што је Брунели поступак могу исправити нестабилност. Нестабилност зглоба може временом довести до хабања хрскавице и на крају до артрозе.

### Вештачки лигаменти
Један од најчешће покиданих лигамената у телу је предњи укрштени лигамент. Предњи укрштени лигамент је један од лигамената који су кључни за стабилност колена и особе које покидају предњи укрштени лигамент често се подвргавају реконструктивној хирургији, која се може урадити кроз различите технике и материјале. Једна од ових техника је замена лигамента вештачким материјалом. Вештачки лигаменти су синтетички материјал састављен од полимера, као што је полиакрилонитрилна влакна, полипропилен, PET (полиетилен терефталат) или polyNaSS поли(натријум стирен сулфонат).

### Примери
У телу просечног одраслог човека постоји око 900 лигамената, од којих је око 25 овде наведено.
| Глава и врат - Крикотироидни лигамент - Пародонтални лигамент - Суспензорни лигамент сочива Грудни кош - Френоезофагеални лигамент - Суспензорни лигамент дојке Карлица - Предњи сакроилијакални лигамент - Задњи сакроилијакални лигамент - Сакротуберијални лигамент - Сакроспинозни лигамент - Доњи пубични лигамент - Рефлексни ингвинални лигамент - Горњи пубични лигамент - Суспензорни лигамент клиториса - Суспензорни лигамент пениса |  | Зглоб - Палмарни радиокарпални лигамент - Дорзални радиокарпални лигамент - Улнарни колатерални лигамент - Радијални колатерални лигамент - Скафолунатни лигамент Колено - Предња укрштена веза - Бочни колатерални лигамент - Задњи укрштени лигамент - Медијални колатерални лигамент - Предња укрштена веза — четвороножни еквивалент предњег укрштеног лигамента - Каудални укрштени лигамент — четвороножни еквивалент задњег укрштеног лигамента - Коси поплитеални лигамент - Пателарни лигамент |

## Перитонеални лигаменти
Одређени набори перитонеума се називају лигаменти. Примери укључују:
- Хепатодуоденални лигамент, који окружује порталну вену јетре и друге судове док путују од дуоденума до јетре.
- Широки лигамент материце, такође набор перитонеума.

## Фетални остаци лигамената
Одређене тубуларне структуре из феталног периода називају се лигаментима након што се затворе и претворе у структуре сличне врпци:
| Фетални                                                      | Адулт                                                |
| ------------------------------------------------------------ | ---------------------------------------------------- |
| дуктус артериозус                                            | лигаментум артериозум                                |
| екстрахепатични део леве пупчане вене фетуса                 | лигаментум терес хепатис ("округли лигамент јетре"). |
| интрахепатични део леве пупчане вене фетуса (дуктус венозус) | лигаментум венозум                                   |
| дистални делови леве и десне пупчане артерије фетуса         | медијални пупчани лигаменти                          |